# 坎波利古雷
坎波利古雷（義大利語：Campo Ligure），是意大利热那亚省的一个市镇。总面积23.8平方公里，人口3025人，人口密度127.1人/平方公里（2009年）。ISTAT代码为010008。

## 友好城市
- 法國科尔伯兰 2010年